# ジャンヌ・ボット
ジャンヌ・ボット（Jeanne Bot、1905年1月14日 - 2021年5月22日）はフランス・ペルピニャン在住であった長寿の女性。
存命中はフランス国内でリュシル・ランドンに次ぐ2番目、世界では4番目の長寿者であった。
生涯独身で、子供はいなかったが、甥や姪が定期的に彼女のもとを訪れた。2018年にガブリエル・デ・ローベルトが死去して以来フランス国内で2番目、2019年9月時点では114歳にして世界で3番目の長寿者となっていたが2020年7月9日にブラジル在住で1904年生まれのフランシスカ・セルサ・ドス・サントスが認定され世界で4番目となった。116歳になると耳があまり聞こえず、ほとんど会話をすることができなくなっていた。その後食欲がなくなるなど体調が悪化し、2021年5月22日未明に死去。116歳128日。彼女は存命中に国内最高齢とならなかった人物及び世界全体で3名の年上が健在であった人物の中では歴代最高齢者である。